# Aunat
Aunat település Franciaországban, Aude megyében. Lakosainak száma 61 fő (2022. január 1.). Aunat Bessède-de-Sault, Escouloubre, Fontanès-de-Sault, Joucou és Rodome községekkel határos.

## Népesség
A település népességének változása:
| Lakosok száma | 134  | 82   | 55   | 48   | 48   | 63   | 67   | 64   | 62   | 61   |
|               | 1968 | 1982 | 1990 | 2006 | 2013 | 2015 | 2017 | 2019 | 2020 | 2022 |